# Fozil Musayev
Fozil Faxriddinovich Musayev (ur. 2 stycznia 1989 w wilajecie taszkenckim) – uzbecki piłkarz występujący na pozycji pomocnika, zawodnik Júbilo Iwata.

## Życiorys

### Kariera klubowa
Od 2007 roku występował w klubach: Nasaf Karszy, Mashʼal Muborak, Bunyodkor Taszkent, Muaither SC, Lokomotiv Taszkent i Sepahan Isfahan.
1 stycznia 2017 podpisał kontrakt z japońskim klubem Júbilo Iwata, umowa do 31 stycznia 2020.

### Kariera reprezentacyjna
Był reprezentantem Uzbekistanu w kategoriach wiekowych U-19 i U-23.
W seniorskiej reprezentacji Uzbekistanu zadebiutował 1 lutego 2009 przeciwko reprezentacji Azerbejdżanu.

## Sukcesy

### Klubowe
Nasaf Karszy
- Zdobywca drugiego miejsca Puchar Uzbekistanu: 2012
- Zwycięzca Pucharu AFC: 2011

Lokomotiv Taszkent
- Zdobywca drugiego miejsca Oʻzbekiston PFL: 2014
- Zwycięzca Puchar Uzbekistanu: 2014, 2016
- Zdobywca drugiego miejsca Superpuchar Uzbekistanu: 2014

Sepahan Isfahan
- Zwycięzca Iran Pro League: 2014–2015